# Gabriel Filizzola
Eduardo Gabriel Filizzola (Mendoza, 30 settembre 1965) è un allenatore ed ex giocatore di rugby a 15 italo-argentino che rappresentò l'Italia in ambito internazionale.
Con 1 765 punti realizzati tra il 1991 e il 2003 è al 2025 il settimo miglior realizzatore del campionato italiano

## Biografia
Cresciuto nel Marista Rugby Club di Mendoza, Gabriel Filizzola militò poi nel Liceo Rugby Club e rappresentò la provincia di Mendoza (Union de Rugby de Cuyo) nel Campionato Argentino; nel 1990 si trasferì in Italia al Valpolicella, formazione del veronese.
Nel 1991 fu ingaggiato dal Rugby Roma e nel 1993 divenne selezionabile per l'Italia: il C.T. Bertrand Fourcade lo fece esordire in Coppa FIRA 1992-94 a Coimbra contro il Portogallo, incontro in cui Filizzola contribuì con 8 punti (due piazzati e una trasformazione) nella vittoria italiana per 33-11.
Tra le tappe di rilievo di Filizzola in azzurro figurano i 23 punti marcati alla Spagna nel torneo rugbistico dei Giochi del Mediterraneo 1993, terza miglior prestazione individuale in assoluto nella storia della Nazionale italiana (dopo il record di 29 punti in un solo incontro detenuto da Bettarello e, in due occasioni, da Domínguez, e di nuovo Domínguez con 28) e la presenza in campo nella prima vittoria di sempre contro una Nazionale francese, anche se i transalpini non avevano concesso all'incontro il titolo di test match.
Prese poi parte al tour in Australia del 1994, che però dovette abbandonare quasi subito: nel primo test match contro gli Wallabies Filizzola si ruppe una tibia (manovra, questa, che indirettamente portò il nuovo C.T. Georges Coste a ridisegnare il ruolo di Ivan Francescato, trasformandolo in tre quarti centro; rientrato in Nazionale dopo un anno e mezzo (e aver saltato la Coppa del Mondo di rugby 1995) disputò i suoi ultimi due incontri in azzurro in Coppa Latina contro la Romania e contro la Nuova Zelanda a Bologna.
Passato nel 1995 al Calvisano, si trasferì nel 1997 al Milan che a fine stagione si sciolse e si unì proprio al Calvisano, che aggiunse alla sua ragione sociale anche il nome Amatori; molti giocatori del Milan, tra cui lo stesso Filizzola, furono trasferiti a tale nuovo club; Filizzola vi rimase fino al 2000 prima di far ritorno in Argentina per giocare due stagioni nel Marista.
Nel periodo all'Amatori & Calvisano giunse alla finale di Coppa Italia 1998-99, persa contro la sua ex squadra, il Rugby Roma.
Nel 2002 Filizzola tornò in Italia per un'ultima stagione all'Amatori & Calvisano per poi, una volta smessa l'attività da giocatore, entrare da allenatore nello staff tecnico della stessa società, in qualità di guida della squadra cadetta.
Gabriel Filizzola ha realizzato 1 765 punti nel campionato italiano, che a tutto il 2011 lo pongono al settimo posto assoluto nella classifica dei realizzatori della prima divisione (serie A, serie A1 e Super 10).